# Peer-to-peer

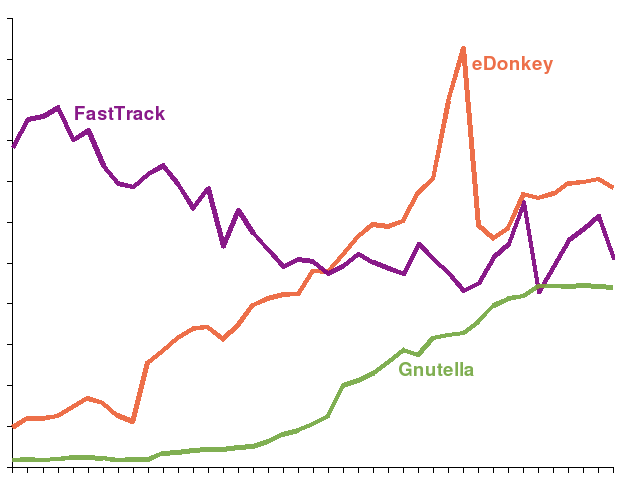
Verloop van het geschatte aantal gebruikers van de in anno 2006 drie populairste p2p-netwerken: het FastTrack-, eDonkey- en het Gnutellanetwerk, tussen januari 2003 en eind mei 2006.

Een peer-to-peernetwerk (of p2p; Engels: P2P) is een logisch netwerk van computers die in dit netwerk gelijkwaardig zijn, en diensten aan elkaar kunnen aanbieden. Het woord komt van het Engelse peer, dat 'gelijke' betekent. Een dergelijk netwerk kent geen vaste werkstations en servers zoals in het client-servermodel, maar heeft een aantal gelijkwaardige aansluitingen die functioneren als server en als werkstation voor de andere aansluitingen in het netwerk.

## Kenmerken
Dit peer-to-peer-netwerkmodel staat in contrast met het werkstation-servermodel (Engels: client-server). Elke aansluiting is in staat om een ondersteunde overdracht te starten en te beëindigen. Peer-to-peer-aansluitingen kunnen verschillen in lokale configuratie, verwerkingssnelheid, bandbreedte van het netwerk en opslagcapaciteit.
Vaak wordt beweerd dat de p2p-techniek efficiënter kan distribueren dan een server-client. Hier is echter geen onderbouwing voor. Nederlandse internetproviders beweren het tegenovergestelde: p2p belast het netwerk meer dan downloads of streams. Met name bij realtime-p2p-diensten (telefonie, livestreams) kan de overhead aan data (parityfeeds, communicatie) leiden tot forse toename in de belasting van het netwerk.
Het netwerk bestaat uit zogenaamde nodes, "knopen", die actief een peer zoeken respectievelijk hun bereidheid bekendmaken om informatie uit te wisselen.

Een voorbeeld van een p2p-netwerk.

## Uitwisselingsnetwerken
Ook kan de term toegepast worden op een onbepaald aantal netwerktechnologieën en -applicaties die gebruikmaken van dit model (zoals het NNTP-protocol, dat gebruikt wordt door Usenet-nieuwsgroepen). De term wordt het meest gebruikt als men het heeft over uitwisselingsnetwerken, zoals Gnutella, FastTrack, WinMX, BitTorrent en eDonkey2000. Deze netwerken bieden de mogelijkheid om gratis en grotendeels anoniem bestanden of delen van bestanden te versturen tussen computers die zijn verbonden met het internet. De Engelse benaming hiervoor is filesharing.

## Niet gerelateerde eigenschappen
De toegangsregelingen tot een netwerk zijn geen deel van de definitie van peer-to-peer. Zo is het GigaTribe-netwerk pas toegankelijk via een contactpersoon die dit mogelijk maakt terwijl andere netwerken voor iedereen open zijn.
In samenhang met bestandsuitwisseling kennen sommige peer-to-peernetwerken de mogelijkheid verschillende delen van het bestand parallel van verschillende peers (en daardoor sneller) binnen te halen.

## Peer-to-peernetwerken, -protocollen en -applicaties
Formaat:
- netwerk/protocol
  - applicaties die dit netwerk gebruiken

- BitTorrentnetwerk

- BitTorrent
- BitTorrent++
- ABC
- BitLord
- BitAnarch
- BitComet

- BitTornado
- BitTorrent.Net
- Blizzard Downloader (World of Warcraft)
- KTorrent
- LimeWire
- MLDonkey
- µTorrent

- qBittorrent
- Shareaza
- SimpleBT
- Tixati
- Transmission
- Vuze

- Direct Connect-netwerk
  - NeoModus Direct Connect
  - DC++
  - BCDC++
  - CZDC++
- eDonkeynetwerk
  - eDonkey2000
  - eMule
  - MLDonkey
  - Shareaza
- FastTrack-protocol
  - Kazaa
    - Kazaa Lite K++
    - Kazaa Lite Resurrection
    - K-Lite
    - Diet Kaza
    - Kazaa Lite Revolution

  - Grokster
  - giFT (oorspronkelijk, zie artikel)
  - gift-fasttrack (plug-in, huidig, zie artikel)
  - iMesh
  - Mammoth P2P
- Freenet-netwerk
  - Freenet
  - Entropy
  - Frost
- Gnutella-netwerk

- Acquisition
- BearShare
- Cabos
- GnucDNA
- gift-gnutella (plug-in)

- Gnucleus
- gtk-gnutella
- LimeWire
- MLDonkey
- Morpheus

- Phex
- Shareaza
- Swapper
- XoloX

- Gnutella2 (ook genoemd: Mike's Protocol)
  - Shareaza
  - Gnucleus
  - MLDonkey
  - Morpheus
  - GnucDNA
- MANOLITO-(MP2P-)netwerk
  - Blubster
  - Piolet
  - RockItNet
- Napster-(OpenNAP-)netwerk
  - OpenNap
  - WinMX
  - Napigator
  - FileNavigator
- WPNP-netwerk
  - WinMX
- Ares Galaxy
  - Ares Galaxy
  - Warez
  - Gift-Ares (plug-in)
- P2PTV
  - Tribler
  - Joost
- Pichat-protocol
  - Pidgin (plug-in)
  - Moonchat
  - C4
- OpenFT
  - Gift-OpenFT (plug-in, hoofdnetwerk van giFT)
- Andere protocollen

- FileTopia
- MUTE
- Waste
- AntsP2P
- Soulseek
- Nicotine
- Muscle (BeShare)
- Akamai
- Audiogalaxy-netwerk

- Carracho
- Chord
- The Circle
- EarthStation 5-netwerk
- Evernet
- GNUnet
- Groove
- Hotwire
- JXTA

- MojoNation
- Overnet-netwerk
- Scribe
- Skype
- SongSpy-netwerk
- Squid
- Swarmcast
- Blubster
- League of Legends